# Ursula Profanter
Ursula Profanter, née le 22 mars 1968 à Graz, est une kayakiste autrichienne pratiquant la descente, le marathon et la course en ligne.

## Palmarès

### Jeux olympiques
- 8e aux Jeux de 2000 en K1 - 500 m
- 6e aux Jeux de 1996 en K1 - 500 m
- 5e aux Jeux de 1992 en K1 - 500 m

### Championnats du monde de descente
- 2002 à Valsesia,  Italie
  -  Médaille de bronze en K1, course classique
- 1998 à Landeck,  Autriche
  -  Médaille d'argent en K1
- 1996 à Landeck,  Autriche
  -  Médaille d'or en K1
  -  Médaille de bronze en K1 par équipe
- 1995 à Bala,  Royaume-Uni
  -  Médaille d'or en K1
- 1993 à Mezzana,  Italie
  -  Médaille d'or en K1
- 1991 à Bovec,  République fédérative socialiste de Yougoslavie
  -  Médaille de bronze
- 1989 à Savage River,  États-Unis
  -  Médaille d'argent en K1

### Championnats du monde de course en ligne
- 1997 à Dartmouth,  Canada
  -  Médaille de bronze en K-1 500 m
  -  Médaille de bronze en K-1 1000 m

### Championnats du monde de marathon
- 1992 à Brisbane,  Australie
  -  Médaille d'argent en K-1

## Récompenses et distinctions
Ursula Profanter est élue personnalité sportive autrichienne de l'année en 1995[réf. nécessaire].